# Mercedes-Benz Classe CLS
O Classe CLS é um sedan de porte médio-grande da Mercedes-Benz, cuja marca são as linhas fluídas que lembram um coupé. As jantes de liga leve de cinco raios de 19 polegadas, os tubos de escape quádruplos e um exterior de estilo mais agressivo são características do CLS 63 AMG.
O modelo original era um fastback de quatro portas baseado na plataforma Mercedes Classe E, comercializada como um cupê de quatro portas. Um modelo de propriedade (Shooting Brake) foi posteriormente adicionado à gama de modelos com a segunda geração do CLS. Todos os modelos estão disponíveis como uma variante AMG de alto desempenho, embora não tenha sido até a segunda geração do CLS que o 4MATIC all-wheel drive foi oferecido.
A gama CLS está posicionada acima da Classe E, mas abaixo da Classe S na gama de modelos Mercedes, e os modelos tendem a ser menos práticos do que a Classe E na qual se baseia. O W218 CLS 63 AMG é alimentado por um motor V8 de 5,5 litros com turbocompressor produzindo 11 cv a mais do que o motor naturalmente aspirado do W219.

## Galeria
- Primeira geração (2004-2010)
- Segunda geração (2010-2018)
- Terceira geração (2018-2023)